# Атлантик (Айова)
Атлантик (англ. Atlantic) — місто (англ. city) в США, в окрузі Кесс штату Айова. Населення — 6792 особи (2020).

## Географія
Атлантик розташований за координатами 41°23′34″ пн. ш. 95°1′19″ зх. д. / 41.39278° пн. ш. 95.02194° зх. д. (41.392887, -95.021973).  За даними Бюро перепису населення США в 2010 році місто мало площу 21,63 км², з яких 21,54 км² — суходіл та 0,09 км² — водойми.

## Демографія
Згідно з переписом 2010 року, у місті мешкало 7112 осіб у 3137 домогосподарствах у складі 1906 родин. Густота населення становила 329 осіб/км².  Було 3399 помешкань (157/км²).
Расовий склад населення:
| - 97,0 % — білих - 0,5 % — вихідців з тихоокеанських островів - 0,3 % — корінних американців - 0,3 % — азіатів - 0,2 % — чорних або афроамериканців - 1,0 % — осіб інших рас |

До двох чи більше рас належало 0,6 %. Частка іспаномовних становила 2,6 % від усіх жителів.
За віковим діапазоном населення розподілялося таким чином: 22,6 % — особи молодші 18 років, 55,4 % — особи у віці 18—64 років, 22,0 % — особи у віці 65 років та старші. Медіана віку мешканця становила 44,3 року. На 100 осіб жіночої статі у місті припадало 92,1 чоловіків;  на 100 жінок у віці від 18 років та старших — 86,5 чоловіків також старших 18 років.
Середній дохід на одне домашнє господарство  становив 52 023 долари США (медіана — 37 397), а середній дохід на одну сім'ю — 60 123 долари (медіана — 49 133). Медіана доходів становила 39 423 долари для чоловіків та 32 411 долар для жінок. За межею бідності перебувало 15,3 % осіб, у тому числі 24,0 % дітей у віці до 18 років та 9,9 % осіб у віці 65 років та старших.
Цивільне працевлаштоване населення становило 3431 осіб. Основні галузі зайнятості: освіта, охорона здоров'я та соціальна допомога — 24,9 %, роздрібна торгівля — 17,9 %, виробництво — 13,3 %, будівництво — 8,9 %.

## Персоналії
- Луїс Мередіт (1897-1967) — американська актриса німого кіно і театру.